# Karin Knapp
Pour les articles homonymes, voir Knapp.
Karin Knapp, née le samedi 28 juin 1987 à Brunico, est une joueuse de tennis italienne, professionnelle de 2002 à 2017. Sa surface de prédilection était le dur et son coup fétiche le coup droit.

## Biographie

### Carrière junior
Karin Knapp commence le tennis à l'âge de 6 ans.

### Apogée de carrière
Les années 2014 et 2015 constituent le summum de la carrière tennistique de Karin Knapp. Elle s'impose tout d'abord lors du Tashkent Open en 2014, battant en finale la Serbe Bojana Jovanovski en deux sets (6-2, 7-6). Elle enchaîne avec une victoire lors de la Nürnberger Versicherungscup de Nuremberg le 23 mai 2015, battant en finale sa compatriote Roberta Vinci en trois sets (7-6, 4-6, 6-1).

### Retraite sportive
En mai 2018, Karin Knapp se retire à l'âge de 30 ans à cause de douleurs vives au niveau du genou malgré diverses opérations chirurgicales sans effet.

## Palmarès

### Titres en simple dames
| No | Date       | Nom et lieu du tournoi                 | Catégorie | Dotation  | Surface      | Finaliste         | Score          |          |
| -- | ---------- | -------------------------------------- | --------- | --------- | ------------ | ----------------- | -------------- | -------- |
| 1  | 08-09-2014 | Tashkent Open, Tachkent                | Intern'l  | 250 000 $ | Dur (ext.)   | Bojana Jovanovski | 6-2, 7-64      | Parcours |
| 2  | 17-05-2015 | Nürnberger Versicherungscup, Nuremberg | Intern'l  | 250 000 $ | Terre (ext.) | Roberta Vinci     | 7-65, 4-6, 6-1 | Parcours |

### Finales en simple dames
| No | Date       | Nom et lieu du tournoi                 | Catégorie | Dotation  | Surface      | Vainqueure      | Score          |          |
| -- | ---------- | -------------------------------------- | --------- | --------- | ------------ | --------------- | -------------- | -------- |
| 1  | 11-02-2008 | Proximus Diamond Games, Anvers         | Tier II   | 600 000 $ | Dur (int.)   | Justine Henin   | 6-3, 6-3       | Parcours |
| 2  | 20-07-2015 | Nürnberger Gastein Ladies, Bad Gastein | Intern'l  | 250 000 $ | Terre (ext.) | Samantha Stosur | 3-6, 7-63, 6-2 | Parcours |

### Titre en double dames
Aucun

### Finales en double dames
| No | Date       | Nom et lieu du tournoi           | Catégorie | Dotation  | Surface      | Vainqueures                      | Partenaire       | Score            |          |
| -- | ---------- | -------------------------------- | --------- | --------- | ------------ | -------------------------------- | ---------------- | ---------------- | -------- |
| 1  | 16-07-2007 | Internazionali Femminili Palerme | Tier IV   | 145 000 $ | Terre (ext.) | Mariya Koryttseva Darya Kustova  | Alice Canepa     | 6-4, 6-1         | Parcours |
| 2  | 07-07-2014 | BRD Bucharest Open Bucarest      | Intern'l  | 250 000 $ | Terre (ext.) | Elena Bogdan Alexandra Cadanțu   | Çağla Büyükakçay | 6-4, 3-6, [10-5] | Parcours |
| 3  | 06-04-2015 | Katowice Open Katowice           | Intern'l  | 250 000 $ | Dur (int.)   | Ysaline Bonaventure Demi Schuurs | Gioia Barbieri   | 7-5, 4-6, [10-6] | Parcours |

## Parcours en Grand Chelem

### En simple dames
| Année | Open d'Australie | Open d'Australie  | Internationaux de France | Internationaux de France | Wimbledon       | Wimbledon            | US Open         | US Open            |
| ----- | ---------------- | ----------------- | ------------------------ | ------------------------ | --------------- | -------------------- | --------------- | ------------------ |
| 2007  | —                | —                 | 3e tour (1/16)           | Patty Schnyder           | 1er tour (1/64) | Nicole Vaidišová     | 2e tour (1/32)  | Ahsha Rolle        |
| 2008  | 1er tour (1/64)  | Casey Dellacqua   | 3e tour (1/16)           | Maria Sharapova          | —               | —                    | 1er tour (1/64) | Iveta Benešová     |
| 2009  | 2e tour (1/32)   | Galina Voskoboeva | —                        | —                        | —               | —                    | —               | —                  |
| 2011  | —                | —                 | —                        | —                        | —               | —                    | 1er tour (1/64) | Anabel Medina      |
| 2012  | —                | —                 | —                        | —                        | 1er tour (1/64) | Elena Baltacha       | —               | —                  |
| 2013  | 1er tour (1/64)  | M.J. Koehler      | 1er tour (1/64)          | Sloane Stephens          | 4e tour (1/8)   | Marion Bartoli       | 3e tour (1/16)  | Roberta Vinci      |
| 2014  | 2e tour (1/32)   | Maria Sharapova   | 1er tour (1/64)          | Mona Barthel             | 1er tour (1/64) | Karolína Plíšková    | 1er tour (1/64) | Tsvetana Pironkova |
| 2015  | 1er tour (1/64)  | Simona Halep      | 1er tour (1/64)          | Caroline Wozniacki       | 1er tour (1/64) | Magdaléna Rybáriková | 2e tour (1/32)  | Angelique Kerber   |
| 2016  | —                | —                 | 3e tour (1/16)           | Yulia Putintseva         | 1er tour (1/64) | Ana Konjuh           | 1er tour (1/64) | Johanna Larsson    |
| 2017  | 1er tour (1/64)  | Hsieh Su-Wei      | —                        | —                        | —               | —                    | —               | —                  |

N.B. : à droite du résultat se trouve le nom de l'ultime adversaire.

### En double dames
| Année | Open d'Australie             | Open d'Australie           | Internationaux de France      | Internationaux de France   | Wimbledon                   | Wimbledon                 | US Open                      | US Open                     |
| ----- | ---------------------------- | -------------------------- | ----------------------------- | -------------------------- | --------------------------- | ------------------------- | ---------------------------- | --------------------------- |
| 2007  | —                            | —                          | 1er tour (1/32) A. Brianti    | Alicia Molik M. Santangelo | —                           | —                         | 1er tour (1/32) F. Schiavone | N. Dechy Dinara Safina      |
| 2008  | 1er tour (1/32) Sara Errani  | Klaudia Jans C. Wozniacki  | —                             | —                          | —                           | —                         | 1er tour (1/32) Sara Errani  | K. Srebotnik Ai Sugiyama    |
| 2009  | 1er tour (1/32) Sara Errani  | Květa Peschke Lisa Raymond | —                             | —                          | —                           | —                         | —                            | —                           |
| 2013  | —                            | —                          | —                             | —                          | —                           | —                         | 1er tour (1/32) I. Buryachok | J. Janković Mirjana Lučić   |
| 2014  | 2e tour (1/16) J. Janković   | E. Makarova Elena Vesnina  | 3e tour (1/8) I.-C. Begu      | G. Muguruza Carla Suárez   | 1er tour (1/32) I.-C. Begu  | E. Makarova Elena Vesnina | 1er tour (1/32) I.-C. Begu   | Hsieh Su-Wei Peng Shuai     |
| 2015  | 2e tour (1/16) D. Hantuchová | M. Hingis F. Pennetta      | 3e tour (1/8) Roberta Vinci   | M. Hingis Sania Mirza      | 3e tour (1/8) Roberta Vinci | C. Dellacqua Y. Shvedova  | 3e tour (1/8) Roberta Vinci  | Kudryavtseva Pavlyuchenkova |
| 2016  | —                            | —                          | 1er tour (1/32) Mandy Minella | Nao Hibino Eri Hozumi      | —                           | —                         | —                            | —                           |
| 2017  | 2e tour (1/16) Mandy Minella | A. Hlaváčková Peng Shuai   | —                             | —                          | —                           | —                         | —                            | —                           |

N.B. : le nom de la partenaire se trouve sous le résultat ; le nom des ultimes adversaires se trouve à droite.

### En double mixte
| Année | Open d'Australie | Open d'Australie | Internationaux de France | Internationaux de France | Wimbledon                    | Wimbledon              | US Open | US Open |
| ----- | ---------------- | ---------------- | ------------------------ | ------------------------ | ---------------------------- | ---------------------- | ------- | ------- |
| 2014  | —                | —                | —                        | —                        | 1er tour (1/32) D. Bracciali | A. Klepač J. H. Galung | —       | —       |

N.B. : le nom du partenaire se trouve sous le résultat ; le nom des ultimes adversaires se trouve à droite.

## Parcours en «Premier Mandatory» et «Premier 5»
Découlant d'une réforme du circuit WTA inaugurée en 2009, les tournois WTA « Premier Mandatory » et « Premier 5 » constituent les catégories d'épreuves les plus prestigieuses, après les quatre levées du Grand Chelem.

### En simple dames
| Année |              | Premier Mandatory                | Premier Mandatory            | Premier Mandatory             | Premier Mandatory |       | Premier 5 | Premier 5                  | Premier 5                   | Premier 5                 | Premier 5                        | Premier 5 | Premier 5                 |
| Année | Indian Wells | Miami                            | Madrid                       | Pékin                         |                   | Dubaï | Rome      | Canada                     | Cincinnati                  |                           | Tokyo                            |           |                           |
| Année | Indian Wells | Miami                            | Madrid                       | Pékin                         |                   | Doha  | Rome      | Canada                     | Cincinnati                  |                           | Wuhan                            |           |                           |
| Année | Indian Wells | Miami                            | Madrid                       | Pékin                         |                   |       | Rome      | Canada                     | Cincinnati                  |                           |                                  |           |                           |
| 2009  |              | 3e tour (1/16) A. Pavlyuchenkova | 1er tour (1/64) B. Strýcová  |                               |                   |       |           |                            | 1er tour (1/32) G. Dulko    |                           |                                  |           |                           |
| 2012  |              |                                  |                              |                               |                   |       |           |                            | 2e tour (1/16) D. Cibulková |                           |                                  |           |                           |
| 2013  |              |                                  |                              |                               |                   |       |           |                            | 1er tour (1/32) C. McHale   |                           | 1er tour (1/32) A. Kerber        |           |                           |
| 2014  |              | 1er tour (1/64) T. Townsend      | 1er tour (1/64) P. Mayr      | 1er tour (1/32) B. Jovanovski |                   |       |           | 2e tour (1/16) J. Janković | 1er tour (1/32) A. Ivanović | 1er tour (1/32) C. Garcia | 2e tour (1/16) A. Pavlyuchenkova |           | 2e tour (1/16) P. Kvitová |
| 2015  |              | 1er tour (1/64) Y. Wickmayer     | 2e tour (1/32) E. Makarova   |                               |                   |       |           | 1er tour (1/32) B. Bencic  | 2e tour (1/16) P. Kvitová   | 1er tour (1/32) R. Vinci  | 3e tour (1/8) S. Williams        |           |                           |
| 2016  |              |                                  | 1er tour (1/64) Y. Wickmayer | 2e tour (1/16) S. Halep       |                   |       |           |                            | 1er tour (1/32) B. Strýcová |                           |                                  |           |                           |

Sous le résultat, l’ultime adversaire.

### En double dames
| Année | Premier Mandatory | Premier Mandatory | Premier Mandatory | Premier Mandatory | Premier Mandatory | Premier Mandatory | Premier Mandatory | Premier Mandatory | Premier 5 | Premier 5 | Premier 5 | Premier 5               | Premier 5        | Premier 5 | Premier 5 | Premier 5 | Premier 5  | Premier 5  | Premier 5 | Premier 5 | Premier 5 | Premier 5 |
| Année | Indian Wells      | Indian Wells      | Miami             | Miami             | Madrid            | Madrid            | Pékin             | Pékin             | Dubaï     | Dubaï     | Doha      | Doha                    | Rome             | Rome      | Canada    | Canada    | Cincinnati | Cincinnati | Tokyo     | Tokyo     | Wuhan     | Wuhan     |
| ----- | ----------------- | ----------------- | ----------------- | ----------------- | ----------------- | ----------------- | ----------------- | ----------------- | --------- | --------- | --------- | ----------------------- | ---------------- | --------- | --------- | --------- | ---------- | ---------- | --------- | --------- | --------- | --------- |
| 2009  |                   |                   |                   |                   |                   |                   |                   |                   |           |           |           |                         |                  |           |           |           |            |            |           |           |           |           |
| —     | —                 | —                 | —                 | —                 | —                 | —                 | —                 | —                 | —         |           |           | 1er tour (1/16) Errani  | Bondarenko       | —         | —         | —         | —          | —          | —         |           |           |           |
| 2012  |                   |                   |                   |                   |                   |                   |                   |                   |           |           |           |                         |                  |           |           |           |            |            |           |           |           |           |
| —     | —                 | —                 | —                 | —                 | —                 | —                 | —                 |                   |           | —         | —         | 2e tour (1/8) Camerin   | Chuang Dushevina | —         | —         | —         | —          | —          | —         |           |           |           |
| 2013  |                   |                   |                   |                   |                   |                   |                   |                   |           |           |           |                         |                  |           |           |           |            |            |           |           |           |           |
| —     | —                 | —                 | —                 | —                 | —                 | —                 | —                 |                   |           | —         | —         | 1er tour (1/16) Camerin | Hsieh Peng       | —         | —         | —         | —          | —          | —         |           |           |           |

N.B. : le nom de la partenaire se trouve sous le résultat ; le nom des ultimes adversaires se trouve à droite.

## Parcours aux Jeux olympiques

### En simple dames
| # | Date       | Nom de l'olympiade          | Surface    | Résultat        | Ultime adversaire | Score         |          |
| - | ---------- | --------------------------- | ---------- | --------------- | ----------------- | ------------- | -------- |
| 1 | 06/08/2016 | Olympic Tennis Event Brésil | Dur (ext.) | 1er tour (1/32) | Lucie Šafářová    | 4-6, 6-1, 6-1 | Parcours |

## Parcours en Fed Cup
| #                                                                        | Date       | Lieu      | Surface      | Gagnante(s)                          | Perdante(s)                           | Score            |          |
|                                                                          |            |           |              |                                      |                                       |                  |          |
| 2008 - Barrage (groupe mondial I) - Italie - Ukraine - 3 : 2             |            |           |              |                                      |                                       |                  |          |
| 1                                                                        | 26/04/2008 | Olbia     | Terre (ext.) | Alona Bondarenko                     | Karin Knapp                           | 6-3, 6-3         | Parcours |
| 1                                                                        | 26/04/2008 | Olbia     | Terre (ext.) | Mariya Koryttseva Tatiana Perebiynis | Sara Errani Karin Knapp               | 0-6, 7-64, 6-3   | Parcours |
|                                                                          |            |           |              |                                      |                                       |                  |          |
| 2013 - Finale (groupe mondial) - Italie - Russie - 4 : 0                 |            |           |              |                                      |                                       |                  |          |
| 2                                                                        | 02/11/2013 | Cagliari  | Terre (ext.) | Karin Knapp Flavia Pennetta          | Margarita Gasparyan Irina Khromacheva | 4-6, 6-2, [10-4] | Parcours |
|                                                                          |            |           |              |                                      |                                       |                  |          |
| 2014 - 1er tour (groupe mondial) - États-Unis - Italie - 1 : 3           |            |           |              |                                      |                                       |                  |          |
| 3                                                                        | 08/02/2014 | Cleveland | Dur (int.)   | Karin Knapp                          | Christina McHale                      | 6-3, 3-6, 6-1    | Parcours |
| 3                                                                        | 08/02/2014 | Cleveland | Dur (int.)   | Karin Knapp                          | Alison Riske                          | 6-3, 7-5         | Parcours |
|                                                                          |            |           |              |                                      |                                       |                  |          |
| 2014 - 1/2 finale (groupe mondial) - République tchèque - Italie - 4 : 0 |            |           |              |                                      |                                       |                  |          |
| 4                                                                        | 19/04/2014 | Ostrava   | Dur (int.)   | Andrea Hlaváčková Klára Zakopalová   | Camila Giorgi Karin Knapp             | 6-2, 5-7, 11-9   | Parcours |
|                                                                          |            |           |              |                                      |                                       |                  |          |
| 2016 - Barrage (groupe mondial I) - Espagne - Italie - 4 : 0             |            |           |              |                                      |                                       |                  |          |
| 5                                                                        | 16/04/2016 | Lérida    | Terre (ext.) | Anabel Medina Sara Sorribes Tormo    | Karin Knapp Francesca Schiavone       | 1-1, ab.         | Parcours |

## Classements WTA en fin de saison
| Année          | 2003 | 2004 | 2005 | 2006 | 2007 | 2008 | 2009 | 2010 | 2011 | 2012 | 2013 | 2014 | 2015 | 2016 | 2017 |
| Rang en simple | 746  | 594  | 306  | 123  | 51   | 80   | 205  | 478  | 158  | 123  | 41   | 56   | 51   | 144  | 966  |
| Rang en double | -    | 755  | 462  | 294  | 164  | 958  | 781  | -    | 328  | 199  | 447  | 109  | 50   | 539  | 404  |

Source : (en) Classements de Karin Knapp sur le site officiel de la Fédération internationale de tennis